# Mistrzostwa Europy w Biegach Przełajowych 1995
2. Mistrzostwa Europy w Biegach Przełajowych – zawody lekkoatletyczne, które odbyły się w Alnwick na północy Wielkiej Brytanii w roku 1995.

## Rezultaty

### Mężczyźni

#### Indywidualnie
| Medal  | Zawodnik                         | Rezultat  |
| Złoto  | Paulo Guerra · Portugalia        | 26'40 min |
| Srebro | Alejandro Gómez · Hiszpania      | 26'46 min |
| Brąz   | Andrew Pearson · Wielka Brytania | 26'57 min |

#### Drużynowo
| Medal  | Drużyna         | Rezultat |
| Złoto  | Hiszpania       | 32 pkt   |
| Srebro | Portugalia      | 37 pkt   |
| Brąz   | Wielka Brytania | 55 pkt   |

### Kobiety

#### Indywidualnie
| Medal  | Zawodnik                     | Rezultat  |
| Złoto  | Annemari Sandell · Finlandia | 13'52 min |
| Srebro | Sara Wedlund · Szwecja       | 14'07 min |
| Brąz   | Nina Bielikowa · Rosja       | 14'09 min |

#### Drużynowo
| Medal  | Drużyna | Rezultat |
| Złoto  | Rosja   | 20 pkt   |
| Srebro | Rumunia | 23 pkt   |
| Brąz   | Francja | 41 pkt   |